# Чума
Чума́ (англ. plague, лат. pestis; заст. морови́ця) — зоонозна природно-осередкова бактеріальна інфекційна хвороба, яка характеризується гарячкою, тяжкою інтоксикацією, геморагічним синдромом, серозно-геморагічним ураженням легень, лімфатичної системи з утворенням бубонів, нерідким септичним перебігом і високою летальністю.
При виникненні серед людей здатна до швидкого епідемічного поширення, належить до групи інфекційних хвороб з багатьма механізмами передачі. Легкість зараження людей декількома механізмами передачі, швидкість поширення, тяжкий перебіг, висока летальність — особливості, які дозволяють віднести чуму до тих інфекційних захворювань, які виявили здатність чинити серйозний вплив на здоров'я населення і можуть швидко поширюватися в міжнародних масштабах та увійшли до переліку подій, які можуть спричинити надзвичайну ситуацію в галузі охорони здоров'я. Через все це у XXI столітті легеневу форму чуми відносять до тих хвороб, які регулюють сучасні Міжнародні медико-санітарні правила 2005 року. За приблизними підрахунками за відому історію чума забрала життя 180—200 млн людей.
Збудника чуми віднесено до тих біологічних агентів, які офіційно визнано чинниками біологічної зброї.

## Історичні відомості
Молекулярно-генетичні дослідження останніх років показали, що чумна паличка (Yersinia pestis) утворилася від Yersinia pseudotuberculosis внаслідок мутації у проміжку часу десь між 20—1,5 тис. років тому в популяціях монгольського бабака. Штам збудника був знайдений у кістках мисливця-збирача давністю 5 тисяч років у Латвії. Науковці виявили генетичний матеріал Y. pestis всередині кісток і потім реконструювали геном бактерії. Виявилося, що чумна паличка є частиною генетичної лінії, що виникла сім тисяч років тому, всього через кілька сотень років, коли Y. pestis розійшовся зі своїм предком Y. pseudotuberculosis. Люди, які були поховані поруч із зараженим, не мали ознак хвороби, тому навряд чи чумна паличка передавалася тоді повітряно-крапельним чи трансмісивним (через укус блохи) механізмами. Швидше за все, зараження відбулося через укус гризуна і не поширилося на оточуючих його людей. Цей штам характеризується відсутністю декількох генів, характерних для тих варіантів, що спричинили подальші пандемії. Наприклад, в ньому відсутній ген, який сприяє переносу мікроорганізму від бліх до людини і формування бубонної форми захворювання. Такий тип передачі через бліх потребує смерті людини-хазяїна, після чого блохи починають переходити на інших людей, поширюючи патоген. Для виникнення цієї чумної адаптації потрібно було ще більше тисячі років.

### До першої пандемії
Відомості про ранню історію епідемій чуми вкрай суперечливі. Адже у старовинних літописах будь-яку епідемію називали «мор»(«моровиця»), «пошесть», «морова виразка» (англ. pestilence, pest, plague і лат. pestilentia). Plague походить від лат. plaga — «вибухати», або образно «удар у руках бога». Як правило, літописці вказували, що такого-то року був мор, померла така кількість людей. Про симптоми хвороби описів, як правило, зроблено не було. Наприклад: «…бысть болесть силна в людех, не бяше бо ни единаго двора без болнаго, а в ином дворе не бяше кому и воды подати, но вси боли лежаху»  — констатація факту великої кількості захворілих, однак без будь-яких описів симптомів хвороби.
А якщо й були наведені прояви хвороби, як правило вони були настільки загальні, що вирішити з епідеміологічної і клінічної точки зору, що за хвороба могла спричинити ту чи іншу епідемію, нині практично неможливо. Так перша письмова згадка про «мор» на Русі припадає на 1042 рік: «Иде Володимер сын Ярославль на Ямь и победи я и помроша кони у вои Володимер яко и еще дышющим конем сдираху хзы с них толик бо бе мор в кони» Окрім падежу коней ніяких інших висновків про таку епідемію зробити неможливо. Або запис 1092 р.: "О МОРУ. В то же лето мор бяше людем, якоже глаголаху продающеи гробы: «яко от Филлипова дня до Мясопуста великого 7000 гроб продахом». Про причину такої епідемії можна тільки робити здогадки. Все що ми знаємо у даному випадку — це тільки кількість померлих.
Так звана «Пелопонеська чума» (Афінська моровиця) в Аттиці у 436—427 рр. до н. е. Як писав про неї Фукідід у своїй «Історії Пелопонеських війн»: «Почалася вона спершу, кажуть, в заєгипетській Ефіопії, згодом спустилася в Єгипет, Лівію і більшу частину земель». Епідемія супроводжувалася сильними землетрусами, морськими повенями, посухами і неврожаями. Люди заражалися при догляді за хворими. Основними проявами були нестерпний жар і поява висипу на тілі. Гинули і тварини. Багато будинків спорожніли, цілі родини вимерли. Хворі повзали по вулицях, накопичуючись біля вододжерел. Вона забрала тисячі життів у Афінах. Вважають, що взагалі вимерла ¼ населення Аттики. Тоді й помер давньогрецький політичний і військовий діяч, вождь афінської демократії Перикл. Проте не встановлено, що це була чума. Опис епідеміологічних чинників, клінічних проявів підходить багатьом інфекційним хворобам. Були проведені навіть молекулярно-генетичні дослідження решток померлих, які начебто встановили імовірного збудника — Salmonella typhi (спричиняє черевний тиф), однак те, що відомо про цей тиф, не відповідає записам Фукідіда. Тому не знято підозру про чумне чи інше походження цієї епідемії.
Або епідемія, яка у 125 р. до н. е. у Північній Африці («чума Орозія»). Їй передувало стихійне лихо, в якому сучасники побачили причину надзвичайно жорстокого мору. Всю Африку незліченними полчищами покрила сарана. Вона поїла не тільки всі трави і частину коренів, листя на деревах і молоді пагони, але й не залишила навіть і гіркої кори, і сухих дерев, і відняла тим самим будь-яку надію на врожай. Зрештою сарана раптово була підхоплена несподіваним вітром, довго носилася по повітрю цілими хмарами, поки не потонула у Середземному морі. Прибій викинув на берег на великому просторі купи мертвої сарани, і від її гниття стало поширюватися нестерпний сморід. Слідом за цим виник повальний мор серед тварин і птахів, який поширився на людей. У приморській смузі, що прилягає до карфагенського і утіцького берегів, загинуло більше 200 тис. жителів. У самому місті Утіка померли усі 30 тис. солдатів, відряджених туди Римом для охорони узбережжя Африки. Проте не встановлено, чи це була саме чума. Ніяких симптомів, окрім швидкої смерті, не було наведено навіть її сучасниками.
Клавдій Гален описав «чуму Антоніна», що тривала з 165 по 180 рр. і охопила багато країн. Приблизні втрати від цієї пошесті від 3,5 до 7 млн людей. Але прояви хвороби дуже нагадують такі при натуральній віспі. Тож була це чума, або ж натуральна віспа, або ж інша хвороба достеменно невідомо.
Через те, що у XVII ст., коли вже були чітко окреслені клінічні ознаки чуми, до описання її випадків стали застосовувати назви англ. pestilence, pest, plague, первинне тлумачення цього слова як «мор» відійшло на другий план. Тому з цього періоду автоматично перекладачі старовинних літописів, автори, що у своїх творах давали цитування із давніх джерел, стали перекладати назву кожної епідемії, що там була означена, як «чума», що не є правильним. А термін «мор» зробився означенням масової загибелі не через застосування зброї — рівноцільне терміну «падіж».
Слов'янська назва хвороби «чума» походить, як вважають, від староцерк.-слов. шума — «шишка», або від давньоєврейського (талмуд) šuma — «шишка», «нарив», або від тур. čuma — «прищ», що має тюркське походження. Саме особливе збільшення лімфатичних вузлів — бубон, настільки характерний для чуми у людини й нагадує за формою і розмірами шишку.
Саме через неточність свідчень попередніх років першими достовірними описами чуми більшість сучасних дослідників вважають записи хроністів про першу пандемію, що сталась у VI ст., хоча, все-таки можливо, що перші епідемії чуми відбувалися і до того, а першим лікарем, який зробив опис чуми, був грецький лікар Руф Ефеський, який у I ст. спостерігав велику епідемію інфекційного захворювання, що супроводжувалось розвитком бубонів і високою смертністю, на території Єгипту, Лівії й Сирії. До початку першої пандемії чуми створилися відповідні умови для її виникнення. Першочергово, до VI ст. Близький Схід і Європа були колонізовані чорними пацюками, які до цього жили у тропіках.

### Пандемії і міжпандемічні періоди

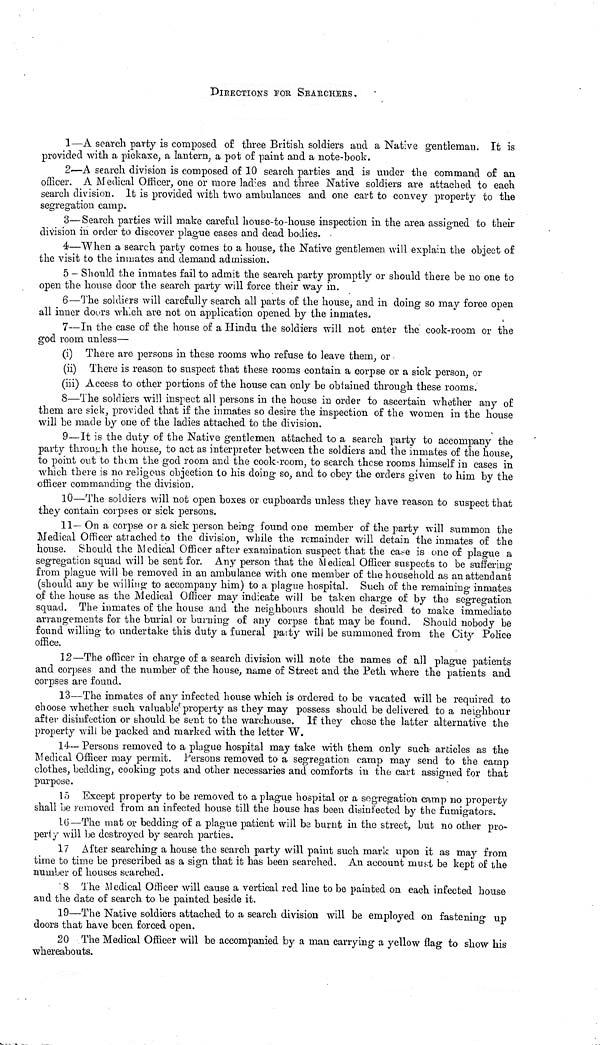
Надрукований організаційний алгоритм діагностики чуми часів 3-ї пандемії (Пуне, 1897 р.)

Людству відомі 3 спустошливі пандемії чуми:
1. У 541[13]—574 рр. відбулась перша пандемія — «Чума Юстиніана» у країнах навколо Середземного моря, у час Візантійської імперії при імператорі Юстиніані I. За приблизними оцінками померло від 20 до 50 млн людей, хоча окремі автори пишуть про 100 млн загиблих;

Детальніші відомості з цієї теми ви можете знайти в статті Чума Юстиніана.
Довгі роки Європу і Азію після цього турбували окремі спалахи чуми. Вважалося, що з цього часу епідемії повторювалися з інтервалом у 8—12 років. Не всі ці епідемії відбилися в літописах, як то зокрема чума на Британських островах в 664 році, разом із тим, хроністи продовжували описувати прояви епідемічної хвороби часто так, що було незрозумілим, яке саме захворювання спричинило епідемію. Хоча наявність бубонів в описі з більшою долею ймовірності свідчило про чуму. У Західній Європі до 767 р. відбулось 15 спалахів чуми.
У 1151 р. в Ісландії вперше були запропоновані послуги страхування від чуми і пожежі. У 1184 р. випущена у світ праця вірменського науковця Мхітара Гераці «Утішання при гарячці». Вона була присвячена актуальним питанням того часу — інфекційним хворобам. У ньому, окрім малярії, тифів, натуральної віспи, туберкульозу багато уваги було приділено чумі та її клінічним формам.
У 1228 р. серед хрестоносців, очолюваних імператором Священної Римської імперії Фрідріхом II спалахнула епідемія чуми. Вона змусила на якийсь час припинити похід, а римський папа Григорій IX в її виникненні звинуватив самого монарха і навіть відлучив його від церкви. Жозеф Мішо в «Історії Хрестових походів» так описав тодішню обстановку в Єгипті, постраждалому від епідемії: «Чума досягла найвищої точки під час сівби; землю орали одні люди, а зерно сіяли інші, і ті, що сіяли, не дожили до жнив. Поселення спорожніли … Мертві тіла пливли по Нілу так густо, як бульби рослин, що покривають у певний час поверхню цієї ріки».
Цікаво, що з 767 р. аж до XIV ст. великих епідемій чуми в Центральній, Західній і Північній Європі не зазначено, хоча недуга іноді спалахувала в Іспанії, а особливо часто уражала європейців, які потрапляли до Африки чи Азії. Є обґрунтована думка, що це зумовлено тим, що з 750 по 1250 рр. в Європі спостерігався сприятливий кліматичний період. За цей час середня річна температура стала на 1 °C вища, ніж у попередні 500 років, спостерігалися в основному м'які зими і сухі літні місяці.
- 2. У 1334 р.[15] розпочалася в Китаї друга пандемія — «Чорна смерть», яка призвела до відчутного вимирання населення Європи (третина населення) й Азії, загинуло близько 50 млн людей;

Детальніші відомості з цієї теми ви можете знайти в статті Чорна смерть.
Під час другої пандемії, в 1346 р. чума була занесена до Криму, а у 1351 р. через Польщу — до України (спочатку до Чернігова й Києва) й Московського князівства. В Україні вона особливо лютувала у Переяславі, де знищила все населення. Відтоді епідемії не переводилися в Україні та в Московії впродовж чотирьох століть. Літопис написав про чуму 1387 р. у Смоленську: «Только выйдоша из града пять человек, град затвориша…».
У 1396 р. війська Тимура, успішно рухалися на Москву, несподівано припинили просування через спалах чуми у племенах Тимуридів. У 1404 р. «мор каркотою по всей московской земле и множество христиан изомроша».
У 1424 р. знову епідемія у Московії, в Україні й по всій Європі з великими жертвами. Війська таборитів у Чехії сильно постраждали від цього, що сприяло їх ослабленню і призвело до краху гуситського руху в наступному десятилітті. Цьому безсумнівно посприяла загибель від чуми їх полководця Яна Жижки.

У 1538 р. за два тижні до закінчення терміну перебування на посаді мера Бордо філософа і письменника Мішеля Монтеня там спалахнула епідемія чуми. Монтень, на знак того, що не запобіг їй, добровільно зняв із себе обов'язки і відправився у вигнання. Ось що він написав: 
«Усі хвороби приймаються за чуму: ніхто не дає собі праці розібратися в них. Найкраще ж за все те, що за правилами лікарського мистецтва, ви після зіткнення з хворим повинні протягом сорока днів вичікувати, чи не заразилися, а в цей час уява ваша працює щосили і може навіть здорову людину довести до хвороби»
«Майже всі відмовлялися від будь-якої клопоти про своє існування. Неприбрані грона висіли на виноградних лозах, головному багатстві нашого краю, бо всі очікували смерті, якщо не сьогодні ввечері, так назавтра, але обличчя їх і голос висловлювали так мало страху, що здавалося — ці люди усвідомили необхідність своєї загибелі і прийняли її як неминучий вирок, однаково стосується всіх. … Погляньте на наших людей: дивлячись, скільки дітей, молоді, людей похилого віку померло за один місяць, вони вже не уражаються, не плачуть. Я знав таких, які навіть боялися вижити, аби не залишитися у жахливій самоті, і мені доводилося піклуватися лише про поховання померлих: людям було гірко бачити трупи, що лежать прямо в полі, що залишилися здобиччю диких звірів, які в той час сильно розплодилися»
У 1563 році відбулася епідемія в Лондоні, що унесла більше 20 тисяч життів. Там же відбулася ще одна епідемія у 1592—1593 роках, яка призвела до смерті близько 19 тисяч.
1622 рік став спустошливим для чернецтва Афона. Багато ченців загинуло від чуми, занесеної з Османської імперії.
В 1632-1633 роках в Німеччині стався спалах чуми, який забрав понад 15 тисяч життів.
У 1633—1644 роках вирувала велика епідемія в Китаї, що призвела до занепаду династії Мін.
Упродовж 1647—1652 років у Севільї йшла велика епідемія внаслідок якої в місті загинуло половина його мешканців — 60 тисяч.
У 1651 р. військо польного гетьмана литовського Януша Радзивілла успішно увірвалося в Україну, розгромило декілька козацьких загонів і взяло Київ. Але епідемія чуми, що почалась, призвела до відходу війська і втрати завойованого.
У 1656 році велика епідемія майже винищила все населення Неаполю.
У 1665 р. спалахнула епідемія чуми у Лондоні і до кінця серпня цього року в живих залишився тільки кожен десятий його житель. «Велика Чума» принесла в Лондоні смерть для 68 тис. його жителів у 1665 р., і тільки не менш «Велика Пожежа» 1666 р., яка знищила більшу частину міста і 89 церков, змогла припинити подальше поширення хвороби. Вогонь знищив нетрі, ці розсадники чуми, провівши, таким чином, повну санітарну обробку міста.
Придворний лікар російського царя Олексія Михайловича Семюель Коллінз писав, що чума забрала в Московії тільки в епідемію 1654 р. від 700 до 800 тис. життів. У Москві трупи лежали на вулицях, тому що возити мертвих і копати ями було нікому. Помер поставлений царем наглядати за порядком у столиці князь М. Пронський.
У 1676 р. чума у Відні забрала життя 77 тис. жителів міста. У 1681 р. чума викосила у Празі 83 тис. чехів. У 1708-1709 роках епідемія спалахнула у місті Познань та забрала життя 9000 людей, що становило ¾ населення. У 1710—11 рр. велика епідемія спостерігалася на території сучасної Латвії в Курляндії. Занесена недуга була з Пруссії. У селищі Мазірабе до наших часів зберігся камінь з висіченим у ті часи написом, що «Велика Чума так повбивала, що з 1 600 лівів у живих залишилося 10».
У цей же час чума обрушилася на Київ. Літопис повідомляє: «Пуст город Киев остался, яко выгнонно всех обывателей ис Киева».
У Грамоті Петра I від 20 листопада 1718 р. гетьману Івану Скоропадському у зв'язку з виникненням спалаху чуми на місці розквартирування Миргородського полку в селі Максимівка написано: «… 2. В зараженных местах установить крепкие заставы, жителей выслать в пустые места, а жилища с имуществом и скотом сжигать. 3. Письма из заповетренных мест принимать через огонь и дважды или трижды переписывать на новую бумагу. 4. Тех, кто тайно прокрадется из зараженного места через заставы и караулы, вешать без пощады на страх другим. Велеть для этого поставить виселицы».
У 1720 р. під час «Великої Марсельської чуми» (практично останньої великої епідемії цієї хвороби у Західній Європі) загинуло 40 тис. громадян цього французького порту, а зі 100 мобілізованих на боротьбу з епідемією лікарів померло 86. У Марсель чуму, як вважали тоді, привіз корабель з товарами з Сирії. Для очищення міста від трупів влада залучила 698 засланих на галери каторжників. З них тільки 241 залишився на своєму посту, інші ж або померли, або розбіглися. Чума розійшлася по всій Франції, спричинивши численні смерті.
І в 1738 р. під час епідемії чуми в Україні навколо міст і сіл знову виставляли загороджувальні пости і влаштовували шибениці для тих, хто втік із зараженої місцевості. Правда, на відміну від часів Петра I, подібну кару не застосовували вже до шляхтичів і дворян. У 1748 р. в містечку Василькові, що знаходиться під Києвом, був збудований перший у Російській імперії карантинний будинок. Надалі він був перетворений на цілий чумний квартал, що складався з лазаретів. У перший поміщали «рішуче чумних», у другій — «вкрай сумнівних». Кожен лазарет складався з 16 кімнат з окремими входами. На кораблях і в містах знищували пацюків загони їхніх винищувачів, використовували сірчаний ангідрид, у важкодоступних місцях його автоматично розпорошували спеціальним апаратом.
Під час російсько-османської війни 1768—1774 рр. після захоплення російськими військами Галаца і Фокшан спалахнула чума. У госпіталь поступило більше 2 000 хворих, з яких половина померла. І у військах лютували епідемія, але командувач корпусом генерал Х. Штоффельн тільки відмахнувся від медиків і повідомляв зручні для себе реляції цариці. І лише тоді, коли сам генерал віддав богові душу, убитий чумою, нарешті забили тривогу. Але було вже пізно, інфекція швидко поширилася далі. У Польщі в 1769 р. близько 300 тис. людей померло від пошесті, було уражено 57 міст і 580 сіл. У Російській імперії тоді ж вимерло повністю 275 міст і сіл. У Києві у 1770 році генерал-губернатор пізно віддав розпорядження про організацію карантинних заходів, доручивши це лікарю з командою з 50 солдатів. Солдати палили багаття з дьогтем на ринках і вулицях із метою обкурювання населення. Вони відокремлювали здорових від хворих. Здорових вивозили в карантин на один із дніпровських островів. Для госпіталізації ж чумних хворих довелося додатково до численних лазаретів відкрити ще й Кловський палац, призначений тільки для житла царських осіб при приїзді їх у Київ. Трупи померлих у оселях родичі та сусіди змушено викидали на вулиці, щоб уникнути спалення заражених будинків. На трьох заставах по дорогах у Київ один хірург оглядав подорожуючих і затримував їх у карантинних пунктах. Присланий з Петербурга гвардії майор Ізмайлівського полку Шипов із командою солдатів і 8 лікарями здійснював охорону зовнішнього периметра міста. Спалював села, де з'являлися чумні, а також майно населення. Жителі міста здавали речі у скринях на зберігання в церкві й монастирі, але влада забирала їх і піддавала вогню. У підсумку з кінця серпня по 15 листопада 1770 р. загинуло майже 6 000 із 20 тисяч жителів міста. Померли переважно ремісники і працівники, оскільки багатії і чиновники магістратури виїхали з міста і жили у заміських будинках. У Софійському монастирі померло 50 ченців і 70 прислужників.
У XVIII ст. науковець родом з Чернігівщини Д. Самойлович провадив боротьбу з чумою у Москві (1770 р.), Херсоні та Кременчуці (1784 р.), Тамані (1796 р.), Одесі (1797 р.), Дубосарах (1798 р.) та Феодосії (1799 р.) і один із перших дав детальний опис клінічних проявів чуми і запропонував засоби її лікування й заходи боротьби з нею. Данило Самойлович описав такий випадок: під час епідемії чуми у Кременчуці в одного солдата захворіла дружина. Коли вона померла, солдата з двома дітьми помістили до карантину. Після закінчення терміну ізоляції їх відпустили додому цілком здоровими. Повернувшись, солдат у першу чергу поліз на горище, щоб забрати заховану там ганчірку з 10 срібними рублями. Цього виявилося достатнім, аби він заразився і помер кілька днів по тому.
У Москві в 1771 р. від чуми померло більше 60 тис. жителів. Пошесть спалахнула одразу у двох осередках — серед обслуги Генерального госпіталю і на одній з фабрик Замоскворіччя. З 12 538 дворів у 3 000 всі люди вимерли. Померли 150 священників, 16 підлікарів, 1 лікар і 4 хірурги. Також відбувся народний «Чумний бунт». У період епідемії чуми в Москві госпіталізація дорівнювала розоренню. Усе майно захворілого піддавалося спаленню. Тому люди всіляко намагалися ухилитися від попадання у лікарню, вмирали вдома, і зараза завдяки цьому поширювалася далі. У результаті цього, а також через невдоволення широких мас міського населення безробіттям, голодом внаслідок закриття мануфактур через карантин й спалахнув бунт. А безпосереднім поштовхом до повстання послужила спроба московського архієпископа Амвросія задля запобігання поширенню чуми перешкодити жителям натовпами збиратися біля чудотворної ікони. До цього серед москвичів поповз слух, нібито Боголюбська богоматір ублагала Христа замінити каменепад, що призначався Москві за її гріхи, черговим мором. Народ кинувся до місця, де висіла ікона, щоб відслужити подячний молебень, однак Амвросій розпорядився зняти ікону зі стіни Варварської вежі й перенести в одну з церков неподалік, а гроші, пожертвувані богоматері жителями столиці, запечатати «в короб». Москву миттєво облетіла чутка, ніби Амвросій вирішив пограбувати Боголюбську богоматір. 15 вересня 1771 р. по набату багатотисячний натовп (дворові, оброчні селяни, ремісники, робітники мануфактур та ін.) відтіснив військову команду у Варварських воріт, а згодом люди кинулися в Кремль, де розташовувалася консисторія  — управління московської єпархії. Амвросія не знайшли, але бунтарі встигли спалити унікальну бібліотеку Чудова монастиря. На другий день натовп взяв приступом Донський монастир, бунтарі забили палицями до смерті Амвросія, який там ховався, і пішли трощити карантинні застави, будинки аристократів, монастирі, деякі лікарні. Особливо били лікарів, солдатів, поліцейських. Данила Самойлович зізнавався, що був «смертельно битий бунтівниками», будучи на ліквідації чуми працівником госпіталів у Симоновському і Даниловському монастирях. Після 3-денних вуличних боїв бунт був жорстоко придушений військами, на Красній площі залишилося більше 1 000 загиблих. Понад 300 учасників були віддані під суд, а четверо повішені, 173 — биті батогами і відправлені на каторгу. «Страті» був підданий і набатний дзвін — імператриця Катерина II наказала відрізати в нього язика.
У 1772—1773 роках відбулася спустошлива епідемія в Персії.
У 1785 році в Херсоні спалахнула чума. Командував на верфях порту майбутній флотоводець і адмірал Ф. Ф. Ушаков. Він наказав вивести особовий склад за межі міста, поселити серед степів у різних таборах і заборонив під страхом смерті між ними спілкування. Спалах вдалося швидко припинити.
В Україні у XVIII столітті епідемії чуми виникали з періодичністю 8-15 років, а занесення походило завжди з Туреччини.
У січні 1798 р. в Грузії вирувала чума. Тоді ж, правда від іншої причини, помер грузинський цар Іраклій II. Жителям Тифліса було заборонено через епідемію бути присутніми на церемонії поховання. Вони навіть не були через чумну пошесть приведені до присяги новому царю Грузії Георгію XII.
У 1798—99 рр. французька армія Наполеона Бонапарта зазнала великих втрат у Єгипті та Сирії від чуми. Вона спонукала майбутнього французького імператора зняти облогу Акри.
У XIX ст. чума багато разів виявлялася в російській армії, що часто воювала у Малій Азії й на Балканах, звідки вона нерідко заносилася до України. З Туреччини та Персії декілька разів завозилася чума до Одеси (див. Чума в Одесі), а 1830 р. до Севастополя (див. Чумний бунт у Севастополі (1830)). У 1816, 1824 і 1829 рр. виявлені випадки завезення чуми у Феодосію, Керч на суднах, які прибули з Константинополя і Варни.
Представники провідних країн світу у 1866 р. на третій Міжнародній санітарній конференції в Константинополі уклали конвенцію щодо спільної боротьби з такими тяжкими хворобами, як холера, чума і натуральна віспа, та врешті виробили Міжнародні медико-санітарні правила, які багато разів переглядалися аж до 2005 року.
Остання європейська епідемія хвороби, нібито місцевого походження, була зафіксована у 1878-79 рр. у Російській імперії, в селі Ветлянка Астраханської губернії, коли захворіло 440 і померло 359 осіб. Європа вважала, що спалах був спричинений місцевими причинами — чума людям передана від ховрахів. У Росії ж припускали, що донські козаки, які поверталися чи то з перського походу, чи то з османського, занесли звідти хворобу в рідні місця. 28 січня 1879 р. зафіксований останній випадок епідемії чуми у Ветлянці. З моменту припинення спалаху офіційно вважається, що Європа звільнилася від спалахів своєї місцевої чуми.
Однак ще довго в астраханських і ростовських степах, у деяких районах Кавказу за часів СРСР зустрічалися місцеві випадки недуги і навіть спалахи, які не досягли розмірів ветлянської епідемії. Аж до 1934 р. фіксувалися місцевими протичумними установами хворі люди, що виділяли чумного збудника.
Надалі з'явилася думка, що зникнення чуми у Європі відбулося тому, що в XVII—XVIII ст. у європейському регіоні чорні пацюки були витіснені прийшлими з Азії трохи більшими за розмірами сірими пацюками, які до чуми стійкі. Це далеко не так. І сірі пацюки чутливі до чуми. А до отрут, наприклад, сірі менш стійкі. Просто чорні пацюки до людини селилися ближче, бігали у нього на горищі, на даху і в самому будинку. Змінилася архітектура, для чорних пацюків створилися несприятливі умови саме в людських будівлях, особливо кам'яних. І чорні пацюки пішли. А ось сірі пацюки живуть у підвалах, каналізації, словом, далі від людини, тому і можливості зараження людей від сірих пацюків значно зменшилися. Були також на європейських землях проведені значні агрокультурні й меліоративні заходи, що призвело до санації природних осередків чорних пацюків. А от сірі пацюки, які потрапили у Європу, природні осередки там не утворювали, а чітко селилися біля людей, харчуючись їхніми недоїдками, відходами тощо. Крім того, похолодання в Європі в XVII—XVIII століттях ускладнило виживання основного переносника — Хеопсової блохи. А ще суттєво покращилися гігієнічні навички людей, істотно змінилися санітарні заходи в містах. Ще й знизилася вірулентність того біовару збудника чуми, що спричинив «Чорну смерть».
- 3. У 1894 р. з Китаю[21] розпочалася третя пандемія («портова чума»), яка до 1930 р. охопила усі континенти, окрім Антарктиди, забравши життя приблизно у 12 млн осіб[22].

Детальніші відомості з цієї теми ви можете знайти в статті Третя пандемія чуми.
Передувала розвитку третьої пандемії активізація природних осередків чуми в Азії. Скоріше за все у спалахах чуми у 1834-35 рр.,
у 1864 р. в китайському порту Нінбо, у 1850 р. легеневої форми чуми на південних схилах Гімалаїв і бубонної форми у китайському Гуанчжоу, у 1858 р. серед бедуїнів поблизу Триполі, у 1866 р. у столиці китайської провінції Юньнань, місті Юньнаньфу (нині Куньмін) недалеко від кордону з В'єтнамом і Бірмою, у 1867, 1871, 1881—1884 рр. у Пакхое (нині Бейхай) на березі Тонкінської затоки, винний той біовар, що спричинив «Чорну смерть».
Є думка, що пандемія, ймовірно, почалася у 1855 р. в китайській провінції Юньнань і внаслідок безкінечних бойових дій там призвело до поширення захворювання на південному узбережжі Китаю.
У 1894 р. чума спалахнула одразу у великих портових містах Кантоні (Гуанчжоу), Гонконзі (Сянгані) і Аоминь (Макао), і з того моменту оголошено про початок третьої пандемії. Тоді ж збудника чуми Yersinia pestis відкрили практично одночасно французький дослідник Александр Жан Еміль Єрсен і японський науковець Кітасато Сібасабуро (англ. Shibasaburo Kitasato, яп. 北里柴三郎). З кораблями чума «запливла» у порти Індії і Японії, створюючи там значні осередки інфекції. А згодом пішло передавання у більш віддалені порти у США, в Австралії, Південній Америці, на Близькому Сході, в Африці тощо). За перші 10 років пандемії (1894—1904 рр.) чума була зафіксована у 87 портових містах світу.
У 1897 році в місті Пуна в Індії розпочався спалах чуми. Британський колоніальний уряд створив систему комітетів, які мали попереджати та діагностувати чуму, але при цьому вчиняли військові репресії та інші гноблення. Це призвело до спротиву населення та націоналістичних кіл. 22 червня 1897 двоє молодих брахманів, братів Чапекар, стріляли та вбили двох британських офіцерів, голову комітету і його військового супровідника.
У 1900 р. спалахнула чума серед казахів Російської імперії. Серед переселенців з України і півдня Росії виникла бубонна форма чуми, тоді як у казахів практично виключно легенева.
У 1902 р.(49 хворих), а згодом у 1910 р. чума спалахувала в Одесі. Обидва рази чумні пацюки з кораблів з Єгипту, що припливали до цього портового міста, ховалися серед тюків із бавовною і потрапляли в результаті на склади у центрі. В одному тільки великому хлібному магазині у 1910 р. під підлогою було знайдено 380 дохлих пацюків, з них 21 містили чумну паличку. Завізна одеська епідемія 1910 р. вважається останньою на європейській частині Російської імперії. Захворіло 133 людини, померло 34.
У Маньчжурії спалахи чуми спостерігалися у 1898, 1901, 1903, 1905, 1906—1907 рр. У 1910 р. там спалахнула чума, розвинувшись у велику епідемію 1910—1911 рр. із легеневими ураженнями, що забрала понад 60 тис. життів.
Декілька невеликих епідемій відбулися на початку XX століття в США, зокрема, в Лос-Анжелесі у 1924 році.
Одним з українських науковців, хто вивчав чуму, був Данило Кирилович Заболотний, який досліджував природні вогнища чуми, її носіїв, вніс значний внесок у ліквідацію чуми у Маньчжурії. Він є фундатором епізоотології та вчення про природні осередки чуми. Д. К. Заболотний розповідав, що за повідомленнями місцевого жителя в Китаї в пустельній місцевості епідемія чуми спалахнула після того, як люди викопали скарб. Всі, хто брали участь в цьому, 7 китайців і 13 монголів померли, і від них хвороба перекинулася на поселення. Ймовірно, не сам скарб був причиною, а те, що копали в тих місцях, де були нори заражених гризунів. А мікротравми, отримані при копанні, або атаки бліх призвели до розвитку недуги.
Інші дослідники чуми походженням з України, що зробили великий внесок у боротьбу з грізною хворобою — Володимир Високович, Микола Гамалія, Володимир Хавкін, Щепій Костянтин, Чеслав Іванович Хенцинський та багато інших.

### Після третьої пандемії
XX століття залишалося відносно спокійним, однак через наявність численних природних осередків ліквідувати чуму в світі повністю неможливо. Найбільш активні природні осередки знаходяться в Африці, Америці та Азії. Y. pestis нині розподіляється там нерівномірно. У Північній Америці чумна паличка поширена у західній третині континенту, від провінцій Британська Колумбія і Альберта (Канада) до Мексики, і на схід до штатів США — Техасу, західних кордонів Канзасу, Небраски, Оклахоми й Південної Дакоти. У Південній Америці активні осередки знаходяться в основному в Бразилії і регіонах Анд, що належать Болівії, Перу і Еквадору. В Азії чума циркулює у південних регіонах сходу Росії, центральноазійських республік колишнього СРСР, Монголії, Китаю і у Південно-Західній й Південно-Східної Азії. В Африці це захворювання зустрічається в основному у східних і південних регіонах, але окремі осередки знаходяться також на заході й півночі. З 1958 по 2010 рр. у світі зафіксовано близько 50 000 випадків чуми.
Остання велика епідемія чуми XX ст. з легеневими проявами була зафіксована в Індії з 26 серпня по 5 жовтня 1994 р., коли захворіло на бубонну і легеневу форми 5 150 людей, а померло 53.

### Епідемії XXI століття

#### США, 2007 рік
У квітні-травні 2007 року спалах бубонної чуми стався в місті Денвері, США. Тоді в місцевому зоопарку загинула від чуми восьмирічна мавпа — капуцин Спанкі. Він міг заразитися, коли з цікавістю, властивою мавпам, оглядав померлу від чуми білку або кроля. Білки в достатку водяться в парку по сусідству із зоопарком. Протягом декількох тижнів в околицях зоопарку були знайдені 13 мертвих білок, а ще два білячі та один кролячий трупи було виявлені у передмістях Денвера. У всіх померлих тварин був виявлений чумний збудник. Серед людей випадків хвороби не було.

#### Перу, 2010 рік
Останній на сьогодні спалах у Південній Америці відбувся в липні 2010 року в Перу — 17 випадків захворювання чумою в провінції Аскопе департаменту Ла-Лібертад. Було зареєстровано 4 випадки легеневої форми, 12 — бубонної форми, 1 — септичної форми чуми. У ході проведених розслідувань у людей, гризунів і домашніх котів було ізольовано 10 штамів збудника чуми.

#### Мадагаскар, 2015—2017 роки
Черговий спалах чуми в світі зареєстровано з 17 по 27 серпня 2015 року на Мадагаскарі, у сільському регіоні району Мораманга. Виникло 14 випадків легеневої чуми, 10 з яких закінчилися смертю. Цей спалах відбувся після попереднього у 2014 році з піком в листопаді, коли було зафіксовано 335 випадків, зокрема 79 смертей. Сільські райони Мадагаскару є одним із найактивніших в світі природних осередків чуми.
6 грудня 2016 року Міністерство охорони здоров'я Мадагаскару повідомило ВООЗ про спалах чуми в районі Бефотака, області Атсімо Атсінана, яка знаходиться в південно-східній частині країни. Район знаходиться за межами регіону, ендемічного по чумі на Мадагаскарі. У районі Бефотака випадків чуми не було зареєстровано з 1950 року. Станом на 27 грудня 2016, було виявлено 62 випадки (6 підтверджених, 5 імовірних, 51 підозрюваний), зокрема 26 зі смертельними наслідками (летальність 42 %) в двох сусідніх районах двох сусідніх регіонів країни. 28 випадків, в тому числі 10 смертельних випадків було зареєстровано у районі Бефотака та 34 випадки, включаючи 16 смертельних випадків, було зареєстровано в районі Якора, області Ігоромбе. Із загальної кількості зареєстрованих випадків, 5 класифікували як легеневу чуму, а решту, як бубонну. Ретроспективні дослідження, проведені в цих двох районах показали, що цілком можливо, що спалах міг початися ще в середині серпня 2016 року. Уражена зона розташована в дуже віддаленій і важкодоступній, вельми небезпечній через локальний бандитизм зоні. Незважаючи на домовленості з місцевою владою, відсутність безпеки уповільнює дослідження і заходи з реагування, які здійснює міждисциплінарна комісія. Через віддаленість постраждалого району і умов зараження цим захворюванням, нинішній спалах не являє значний ризик для мандрівників.
 29 вересня 2017 року ВООЗ повідомила, що в країні зафіксований спалах легеневої чуми, який стався від смертельного випадку 23 серпня цього року, коли помер 31-річний чоловік в Антананаріву, який заразився на чуму в районі Анказобе (Центральний Мадагаскар). З того часу зафіксовано 51 випадок хвороби, включаючи 12 смертей, і 53 випадки бубонної чуми, включаючи 7 смертей. Проводені всі необхідні протиепідемічні заходи для припинення епідемії
Епідемія легеневої чуми продовжила загрозливо поширюватися в країні. Станом на 30 вересня 2017 року зареєстровано вже 73 випадки, з яких 17 закінчилися смертями. Діагноз чуми підтверджено за допомогою полімеразної ланцюгової реакції. Випадки зафіксовано в 10 містах країни, 3 великих районах. 27 вересня 2017 року помер у лікарні від легеневої чуми тренер збірної Сейшельських островів із баскетболу, який брав участь у чемпіонаті територій і країн Індійського океану. Спеціалісти МОЗ відстежили контакти захворілих і провели їм антибактеріальну профілактичну терапію
ВООЗ виділила для ліквідації епідемії 1,2 млн доз антибіотиків та 1,5 млн доларів. Цього вистачає для можливого лікування потенційних 5000 пацієнтів та проведення екстреної профілактики потенційних 100 тисяч контактних осіб. Загалом на 6 жовтня 2017 року виявлено 231 захворілого із значною кількістю випадків легеневої форми, 33 випадки закінчилися смертю Станом на 26 жовтня 2017 року в країні зафіксовано з 1 серпня 1309 підозрюваних випадків чуми, включаючи 93 тих, що закінчилися смертю (7 %). З них 882 випадки (67 %) вважають легеневою формою чуми, які спостерігалися у 29 районах країни. З початку епідемії захворів на чуму внаслідок професійного контакту 71 медичний працівник. Виявлені 3467 контактних осіб серед населення отримали 7-денний курс профілактичної антибіотикотерапії, з них захворіло на чуму 7. Станом на 31 жовтня 2017 року в країні зафіксовано 1801 підозрюваний випадок хвороби, зокрема 127 смертельних, що складає 7 % захворілих. 1111 є випадками легеневої чуми (62 %), тоді як бубонної чуми — 261 (15 %). Інші випадки не класифіковані. Уражено 71 медичного працівника. 51 з 114 (45 %) районів і 16 з 22 (73 %) регіонів Мадагаскару охоплені хворобою. Регіон Аналаманга уражений найбільше — 64 % (1 149) від усіх зареєстрованих випадків. З 6 492 простежених контактних осіб 83 % (5357) отримали 7-денний курс профілактики антибіотиками. У 9 з простежених контактів розвинулась чума. Станом на 8 листопада 2017 року зафіксовано 2034 випадки, зокрема 165 смертей (8 %) у 55 зі 114 районів країни. 1565 випадків є легеневою формою чуми (77 %). Уражено 82 медичних працівників, жоден з яких не помер. Станом на 10 листопада 2017 року від початку епідемії 1 серпня 2017 року зареєстровано 2119 випадків хвороби, зокрема 171 смертельний (8 %). 1618 (76 %) відносять до легеневої форми чуми, 324 (15 %) — до бубонної, ще 1 випадок — до септицемічної форми, а 176 (8 %) некласифіковані. Захворювання відбулися у 16 з 22 регіонів країни. Виявлено 7122 контакти, з яких 6729 (95 %) вже отримали профілактичний 7-добовий курс антибіотиків. Лише 9 з них захворіли. 82 медичних працівників захворіло через зараження під час виконання ними професійних обов'язків, жодний не помер. Продовжені в повному обсязі необхідні протиепідемічні заходи За даними ВООЗ станом на 27 листопада 2017 року медики констатували сповільнення темпів епідемії, захворіло 2348 людей, померло 202. Виявлено до 7300 контактів. Вважають, що потрібно надалі продовжувати інтенсивні засоби протидії

#### Китай, 2020 рік
У липні 2020 року зафіксовано випадки бубонної чуми у давно відомому природному осередку автономного регіону Внутрішньої Монголії Китаю. Влада Китаю посилила заходи безпеки після того, як у місті Баяннур у цьому автономному регіоні підтверджено один випадок хвороби. Не було ясно, як і чому цей пацієнт міг заразитися. Другий підозрюваний випадок стосується 15-річного хлопця, який, мабуть, контактував із бабаком, на якого вполював його собака. Введені протиепідемічні заходи до кінця 2020 року, які заборонили полювання та поїдання тварин, що можуть переносити чуму, та закликали громадськість повідомляти про підозрювані випадки.

#### Демократична Республіка Конго, 2020 рік
23 липня 2020 року повідомлено про епідемію в ДР Конго. З 11 червня по 15 липня відбулося 45 випадків бубонної та у 6 осіб розвилася вторинна легенева чума. Померло 9 осіб, летальність становила 20 %. На початку 2020 року в провінції Ітурі зареєстровано 64 випадки, померло 14 хворих, летальність становила 21,8 %.

#### Мадагаскар, 2021 рік
Міністерство охорони здоров'я країни повідомило, що упродовж серпня-вересня 2021 року виявлено 42 випадки легеневої чуми з 9 смертями в округу Аровонімамо, регіон Ітазі. Здійснено спостереження за 1064 контактами.

## Етіологія
Збудник чуми Yersinia pestis належить до роду Yersinia, родини Enterobacteriaceae. Y. pestis — невелика паличкоподібна бактерія овоїдної форми, забарвлюється біполярно, грамнегативна. Спор не утворює, нерухома, має капсулу. Добре росте на простих поживних середовищах (м'ясо-пептонному бульйоні, м'ясо-пептонному агарі при рН 7,0—7,2), температурний оптимум 18—22°С.
Y. pestis стійка в навколишньому середовищі, добре переносить низькі температури, протягом багатьох місяців зберігає життєвий потенціал у прохолодних сирих умовах, зокрема в таких, як ґрунт звіриних нір. Збудник чуми може зберігатися у ґрунті та воді до 9 місяців, трупах — до 6 міс., вмісті бубонів — до 4 міс., не стійкий до висушування. При температурі 55°С гине протягом 10—15 хв, тривалий час зберігається у мокротинні. Дезінфектанти, що використовуються в стандартних концентраціях, мають надійну бактерицидну дію проти неї.
Існують біовари (біологічні варіанти) збудника чуми, вважають, що їх послідовне утворення у живій природі відповідає черговості історичних пандемій чуми. Біовар Antiqua вважають відповідальним за Юстиніанову чуму. Невідомо, чи був цей біовар причиною раніших, менших епідемій, або ж ці випадки взагалі не були епідеміями чуми. Біовар Medievalis вважають пов'язаним з «Чорною смертю». Біовар Orientalis пов'язують з третьою пандемією чуми і більшістю сучасних спалахів чуми. Отже, як вважають деякі науковці, утворення кожного біовару спричиняло пандемію. Насправді генотипування бактерій, отриманих з останків жертв чуми перших двох пандемій, виявило послідовності, подібні до послідовностей Orientalis. .
З цим пов'язують і певну закономірність у сучасному географічному поширенні цих біоварів. Antiqua станом на    XXI століття поширений в Африці та Центральній Азії. Medievalis зустрічається тільки у Центральній Азії. Orientalis найбільш поширений за інші біовари, виділяється від тварин на більшості територій окрім Антарктиди, Океанії та Європи. Штами Antiqua більш мінливі, ніж ізоляти у двох інших біоварів. Є ще 4-й біовар Microtus, який у людей хворобу жодного разу ще не спричинив.
Y. pestis в антигенному відношенні має складну структуру, містить велику кількість факторів агресії. Вірулентність цієї бактерії є наслідком 32 хромосомних генів Y. pestis і двох специфічних для Y. pestis плазмід, що становить єдиний генетичний матеріал, отриманий з моменту його еволюції від попередника Y.  pseudotuberculosis. Ці набуті генетичні зміни дозволили патогену колонізувати бліх і використати їх як переносників для передачі хвороби у природі.
Детальніші відомості з цієї теми ви можете знайти в статті Чумна паличка.
Виявлені мультирезистентні до антибіотиків штами Y. pestis на Мадагаскарі, що викликає серйозне занепокоєння. Реалізація передачі такої резистентності шляхом плазмідного компонента може призвести до розповсюдження мультирезистентних збудників далеко за межі Мадагаскару і, в перспективі, до розвитку епідемій. Крім того, в експериментах було показано, що плазмідна передача антибіотикорезистентності до 106 антибіотиків від кишкової палички до чумної легко відбувається в експерименті у кишці блохи.

## Епідеміологічні особливості

Карта, що показує поширення чуми в Європі у період 2-ї пандемії «Чорна смерть» (по роках)

### Джерело і резервуар інфекції
Згідно з класичними уявленнями, чуму відносять до природно-осередкових захворювань, основним джерелом і резервуаром інфекції є різноманітні види надряду гризунів, які поділяються на два ряди мишоподібні і зайцеподібні (близько 300 видів), які проживають у степових і пустельних зонах (ховрахи, бабаки (Marmota), зокрема, тарбагани (Marmota sibirica), піщанки, пискухи, полівки тощо), а в антропургічних осередках — пацюки, миші. Хижаки, які полюють на гризунів, також можуть поширювати чуму (дрібні котячі, лисиці, собаки). Крім гризунів, у напівпустельних зонах можуть інфікуватися та хворіти деякі види нехижих тварин, наприклад, верблюди та сайгаки. Чумний мікроорганізм у природі зберігається завдяки періодично виникаючим епізоотіям у гризунів.

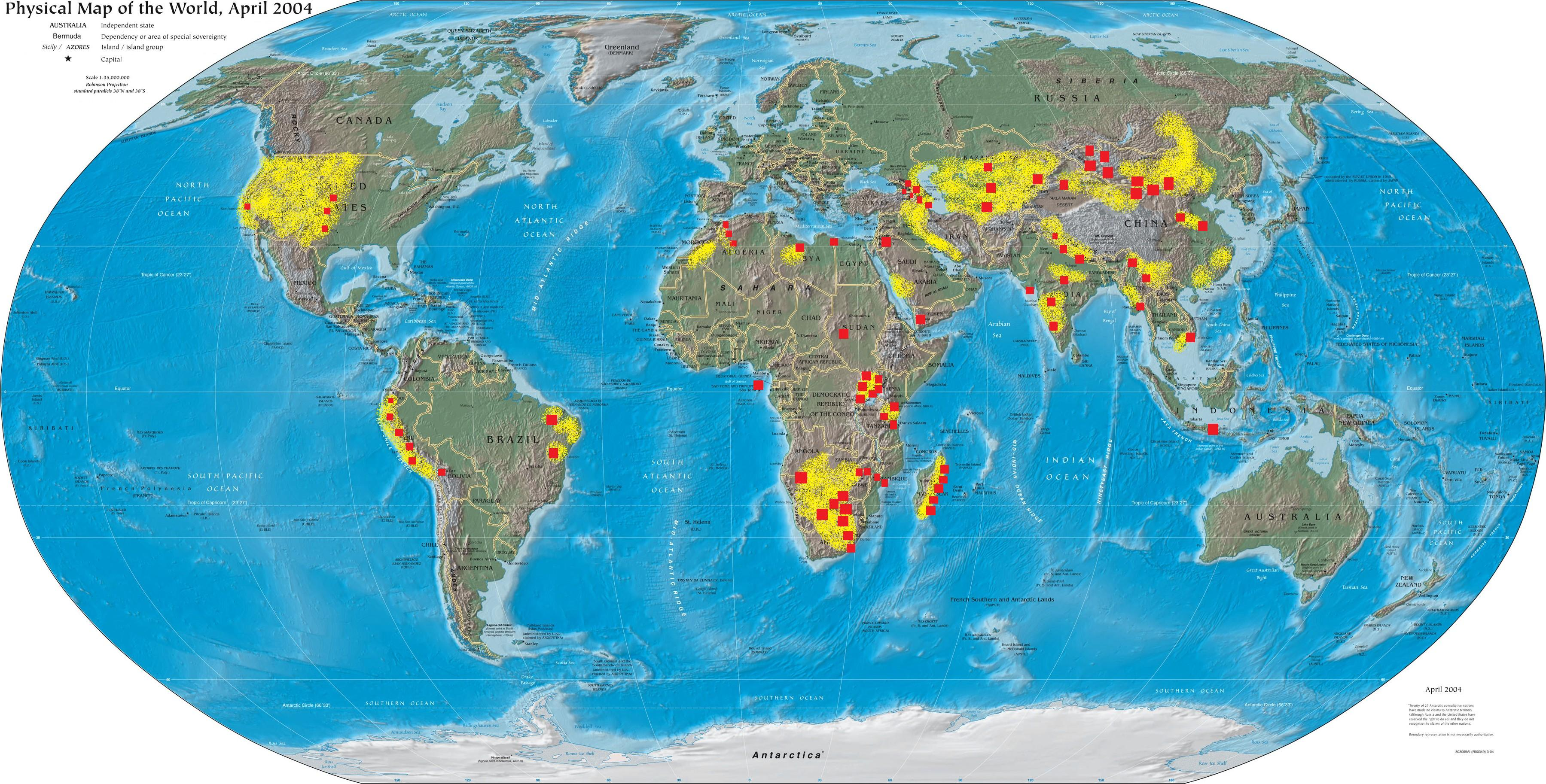
Світове поширення чуми у природі на 2004 рік

Станом на 2020-і роки в світі є три країни з найбільшим ендемічним потенціалом чуми: Демократична Республіка Конго, Мадагаскар і Перу. Україна не має природних осередків чуми. 
Захворілі люди є джерелами інфекції, особливо при легеневій формі хвороби.

### Механізми і шляхи інфікування
Чума здатна передаватися основними механізмами передачі — трансмісивним, контактним, повітряно-крапельним, аліментарним (через їжу).

##### Трансмісивний
При чумі він є основним механізмом передачі інфекції — реалізується через бліх. З 1500 ідентифікованих видів бліх лише 30 з них є переносниками чуми. Головне значення мають Xenopsylla cheopis та Oropsylla montana (поширена в Америці), які живуть на гризунах. У блохи після зараження кров'ю інфікованого гризуна чумний мікроорганізм розмножується в травній системі комахи, надалі формується «чумний блок», коли мікроорганізми накопичуються та заповнюють просвіт травної трубки. При новому смоктанні крові блоха зригує мікроорганізми, що накопичилися, і таким чином відбувається зараження іншого гризуна або людини. Блоха після свого зараження стає заразною приблизно через 5 днів і може зберігати в собі збудника більше року.

##### Контактний
Реалізується при знятті шкурки з цінним хутром деяких видів гризунів (хутро тарбаганів використовується для виготовлення шапок), забої тварини, що хвора на чуму, білування її туші, зняття шерсті у верблюдів тощо. Це може приводити до ушкодження шкірних покривів людини в подальшому та сприяє занесенню у травмовані покриви з кров'ю хворої тварини збудника чуми. Від хворих верблюдів людина може інфікуватися під час прямого контакту. Із домашніх тварин на чуму хворіють коти й собаки, які також можуть бути джерелом інфекції для людини. Пряма передача йде через подряпини і укуси, коли на поверхню саден потрапляють збудники зі шкіри хворих тварин.

##### Аерогенний (повітряно-крапельний)
Особливу небезпеку для оточення становить людина, хвора на легеневу форму чуми, внаслідок передавання збудника повітряно-крапельним механізмом. Можливість такої передачі покладена в основу застосування чуми як біологічної зброї, коли зараження великих людських контингентів можливе внаслідок розпилювання у повітрі аерозолю, що містить цього збудника. Збудник чуми є найперспективнішим для застосування як агента біозброї. При інших клінічних формах чуми у людей контагіозність хворих значно нижча. Зрідка можлива аерогенна передача від хворих собак і котів, у яких чумою уражені легені.

##### Аліментарний
Зараження можливе також внаслідок полювання на тварин для вживання їхнього м'яса в їжу (бабаки, тарбагани, сайгаки). Споживання в їжу недостатньо термічно обробленого м'яса тварини може призводити до аліментарного зараження людини чумою. У 1867 році О. О. Черкасов у книзі «Записки мисливця Східного Сибіру» написав наступне: «… бувають години, що і тубільці перестають їсти тарбаганів, тому що на останніх з'являється повальна хвороба і вони гинуть як мухи, і багато тубільців, досита поївши зараженого тарбагана, самі платяться життям. Хворі тарбагани стають млявими, насилу пересуваються, а їхнї свідомість настільки потьмарена, що вони, переповзаючи дорогу, потрапляють під колеса воза». У 1906 р. чергова епідемія чуми в Забайкаллі почалася із захворювання козака Перебоєва, що напередодні поїв м'яса тарбагана, якого його собака приніс у двір зі степу.

### Сприйнятливий контингент й імунітет
Сприйнятливість людини до чуми дуже висока. Індекс контагіозності становить майже 100 % при легеневій формі. При інших формах він дещо менший. Перенесена хвороба залишає імунітет:
- стійкий;
- довготривалий;
- антибактеріальний і антитоксичний;
- переважно клітинний;
- формується стан гіперчутливості уповільненого типу (ГЧУТ).

## Патогенез
Yersinia pestis відома як одна з найбільш інвазивних бактерій. Адаптивні механізми людини практично не пристосовані чинити опір проникненню та розвитку Y. pestis в організмі. Це пояснюється тим, що чумна паличка дуже швидко розмножується і у великій кількості виробляє фактори проникності (нейрамінідаза, фібринолізин, коагулаза та ін.), антифагіни, що пригнічують фагоцитоз, фактори, що знижують продукцію ендогенного γ-інтерферону, протеазу, яка активує плазміноген і руйнує комплемент. Все це сприяє швидкому і масивному, лімфогенному й гематогенному дисемінуванню насамперед до органів системи мононуклеарних фагоцитів (СМФ) із подальшою активізацією макрофагів. Важливу роль у патогенезі септичної чуми і синдрому внутрішньосудинного згортання (ДВЗ-синдрому) грає ендотоксин (ліпополісахарид). Масивна антигенемія, викид медіаторів запалення, у тому числі й шокогенних цитокінів, веде до розвитку мікроциркуляторних порушень, ДВЗ-синдрому з подальшим розвитком ((Септичний шок|інфекційно-токсичного шоку (ІТШ)]]. Клінічну картину захворювання багато в чому визначає механізм передачі й місце проникнення збудника.
Схема патогенезу чуми включає три стадії.

### Лімфогенна дисемінація
Спочатку збудник від місця інокуляції лімфогенно проникає в регіонарні лімфатичні вузли, де короткочасно затримується. При цьому утворюється первинний чумний бубон із розвитком запальних, геморагічних і некротичних змін у лімфатичних вузлах. Бубони досягають 5—8 см у діаметрі, при цьому лімфатичні вузли спаяні між собою, тістуватої консистенції, нерухомі, на розрізі темно-червоного відтінку, з вогнищами некрозу. Тканина навколо бубону набрякла. Як реакція на некроз розвиваються гнійне запалення і розплавлення тканини лімфатичного вузла, з'являються виразки. При подальшому лімфогенному поширенні з'являються нові бубони другого, третього порядку, де відзначаються ті ж морфологічні зміни, що і в первинному. Іноді при первинній інокуляції чумних мікроорганізмів до шкіри крім бубону, розвиваються зміни у місці самого зараження (там де був укус блохи чи нанесене інше ушкодження шкіри, куди потрапив збудник), тобто розвивається первинний афект. Він представлений «чумною фліктеною» (пухир із серозно-геморагічним вмістом) або чумним геморагічним карбункулом. Між первинним афектом і бубоном з'являється лімфангіт. На місці карбункула відзначаються набряк, ущільнення шкіри, яка стає темно-червоною; на розрізі видно кров'янисте просякання всіх шарів шкіри, вогнища некрозу, оточені скупченнями лейкоцитів. Надалі карбункул покривається виразками. Розвивається септицемія з тими ж змінами в органах, що і при бубонній формі чуми. При аліментарному зараженні бубон формується у мезентеріальних лімфатичних вузлах.

### Гематогенна дисемінація
Поширення веде до швидкого розвитку чумної бактеріємії і септицемії, які проявляються висипом, множинними геморагіями, гематогенним ураженням лімфатичних вузлів, селезінки, вторинною чумною пневмонією, дистрофією і некрозом паренхіматозних органів. У стадії бактеріємії розвиваються найсильніший токсикоз, зміни реологічних властивостей крові, порушення мікроциркуляції і геморагічні прояви у різних органах. Мікроциркуляторні порушення зумовлюють зміни у серцевому м'язі й кровоносних судинах, а також у надниркових залозах, що обумовлює гостру серцево-судинну недостатність (ГССН). Селезінка септична, різко збільшена (в 2—4 рази), в'яла, дає значний зішкребок пульпи, з вогнищами некрозу і лейкоцитарною реакцією на некроз.

### Генералізація
Призводить до вторинної чумної пневмонії, що розвивається в результаті гематогенного (емболічного) занесення інфекції, має вогнищевий характер. У легенях у зв'язку з серозно-геморагічним запаленням з'являється безліч темно-червоних вогнищ із ділянками некрозу, де можна знайти дуже багато збудників. Таким способом відбувається ураження мозку та мозкових оболон (чумний гнійний менінгіт) тощо.
При аерогенному шляху зараження первинно уражаються альвеоли, в них розвивається запальний процес з елементами некрозу. Виникає плевропневмонія. На розрізі тканина легені сіро-жовта, плеврит серозно-геморагічний, на початку захворювання відзначається повнокрів'я тканини, в просвіті альвеол міститься серозно-геморагічний ексудат. Згодом приєднуються стази крові, крововиливи, вогнища некрозу та вторинного нагноєння. Подальша бактеріємія супроводжується інтенсивним токсикозом і розвитком септико-геморагічних проявів у різних органах і тканинах.
Антитільна відповідь при чумі слабка і формується в пізні терміни захворювання. Значення у видужанні й подальшому захисті від нових заражень має клітинний імунітет.

## Клінічні прояви

### Класифікація
Згідно МКХ-10 вирізняють чуму (код А20), при цьому виділяють такі її клінічні форми:
- Бубонна (А20.0);
- Целюлярно-шкірна (А20.1);
- Легенева (А20.2);
- Чумний менінгіт (А20.3);
- Септична (А20.7);
- Інші форми (А20.8);
- Чума неуточнена (A20.9).

Ступінь тяжкості: легкий (лише у людей, що народилися в ендемічних по чумі регіонах або у вакцинованих), середньої тяжкості, тяжкий.

### Загальні ознаки
Інкубаційний період триває в середньому 3—6 днів, але іноді від декількох годин до 10 днів. Більше 6 днів зустрічається при виникненні чуми у вакцинованих.
Захворювання в тяжких випадках починається раптово, з потрясаючого ознобу і підвищення температури тіла до 39,5—40°С. З перших годин захворювання хворі відчувають сильний головний біль, млявість, запаморочення, біль у м'язах. Обличчя одутле, гіперемоване, очі червоні, внаслідок ін'єкції судин кон'юнктив. При тяжкому перебігу хвороби риси обличчя загострюються, з'являється ціаноз, темні кола під очима, вираз страждання і жаху (facies pestica). Язик набряклий, сухий, з тріщинами, вкритий товстим шаром білого нашарування (ніби «натертий крейдою» або «білий порцеляновий»), збільшений у розмірах. Піднебінні мигдалини також збільшені, набряклі, з виразками. Внаслідок сухості слизової порожнини рота, потовщення і сухості язика, вимова хворих стає нерозбірливою, невиразною. На шкірі можливі петехіальні висипання.
Пульс частий (до 120—140 за хв), слабкого наповнення, часто аритмічний, іноді ниткоподібний. Тони серця глухі, межі розширені. Артеріальний тиск падає, нерідко настає колапс, виникає ІТШ. Виражена задишка. Живіт здутий, болючий, збільшені печінка і селезінка. У тяжких випадках можливе блювання з домішками крові у блювотинні, рідкі випорожнення з домішками слизу і крові. Зменшується діурез. Уражається ЦНС, внаслідок чого змінюється поведінка хворого. З'являються занепокоєння, метушливість, зайва рухливість, тремор язика. Мова стає невиразною, хода хиткою. Порушується координація рухів. Іноді оточуючі сприймають такого хворого як п'яного. Вже у першу добу хвороби нерідко затьмарюється свідомість, з'являються марення, галюцинації. При легкому та середньо-тяжкому перебігу відповідно рівень гарячки та інтоксикації менший. На фоні цих загальних проявів чуми розвиваються ураження, притаманні різним клінічним формам.

### Бубонна форма (Бубонна чума)
Виникає найчастіше (80 % випадків захворювань на чуму), супроводжується розвитком лімфаденіту. Хвороба починається гостро з підвищення температури тіла до 39,5—40 °C і сильного локального болю в місці утворення бубону. Цей біль утруднює рухи і змушує хворого обмежувати їх, приймати сковану позу. Найчастіше уражуються пахові, стегнові та пахвинні лімфовузли, що зумовлено частою інокуляцією збудника в нижні та верхні кінцівки, більш доступні для укусу блохи. У процес втягується уся топографо-анатомічна група лімфовузлів і оточуючі їх тканини. Лімфатичні вузли збільшуються у розмірах, спочатку вони контуруються, виступають над шкірою, при пальпації болючі. Шкіра над бубоном гаряча на дотик, натягується, блищить, червоніє, згодом стає багряно-синюшною. Поступово розвивається набряк підшкірної клітковини і періаденіт, внаслідок чого лімфатичні вузли зливаються у суцільний конгломерат. Сформований бубон не має чітких контурів, нерухомий, різко болючий при пальпації. У центрі бубону пальпують хрящеподібне утворення, по периферії — м'який набряк. Розміри бубону 1—10 см у діаметрі. Лімфангіт відсутній. Завершення бубону різне — розсмоктування, нагноєння, склерозування. Досить часто на 6—8-й день хвороби бубон може нагноюватися. Шкіра над ним набуває синьо-бурого забарвлення і стає тонкою, в центрі з'являється флуктуація, згодом утворюється нориця, через яку виділяється гнійно-кров'яниста рідина. Зворотний процес у бубоні триває 3—4 тижні. З моменту розкриття бубону стан хворого покращується. Якщо своєчасно розпочата антибактеріальна терапія, настає повне розсмоктування або склерозування бубону. Найбільш тяжкий перебіг мають бубони, розташовані в ділянці шиї. Пахвові бубони через загрозу прориву до легень становлять небезпеку розвитку легеневої форми. У разі подолання збудником лімфатичного бар'єра він потрапляє у загальний кровотік і зумовлює генералізацію інфекційного процесу з утворенням вогнищ інфекції у внутрішніх органах. Тоді розвиваються інші клінічні форми чуми.

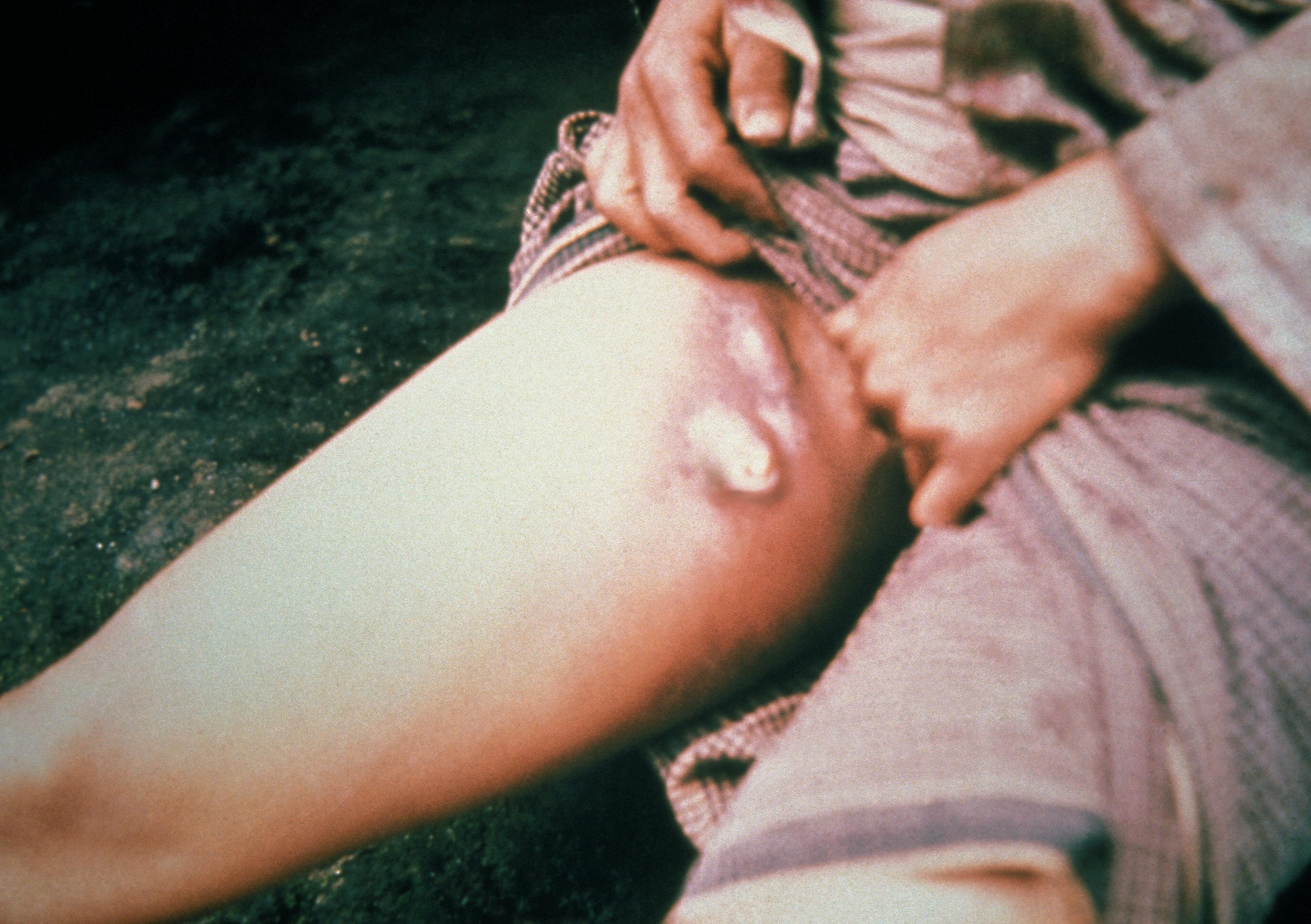
Бубон на стегні людини, що страждає від бубонної форми чуми

### Целлюлярно-шкірна форма
Зустрічається рідко (3—4 %). У місці проникнення збудника виникає червона болюча пляма, яка швидко і послідовно перетворюється на папулу, везикулу і пустулу з темно-кров'янистим вмістом, оточену зоною багрового валу. На місці пустули утворюється виразка з жовтим дном, яка згодом вкривається темним струпом. Виразка різко болюча, заживає повільно з утворенням рубця. Одночасно відбувається розвиток регіонарного бубону з відповідними гарячково-інтоксикаційними проявами.

### Легенева форма (легенева чума)
Як при первинному ураженні, так і при вторинному має однаковий клінічний перебіг. Легеневе ураження при чумі є найбільш небезпечним як в епідеміологічному плані, так і в клінічному відношенні. Хвороба характеризується надзвичайно тяжким перебігом і високою летальністю. Інкубаційний період скорочується до декількох годин, але не більше 2 днів. Початок раптовий, зі швидкого підвищення температури до 39,5—40°С і вище, що супроводжується ознобом, нестерпним головним болем, блюванням. Уже з перших годин захворювання з'являється різкий біль у грудях, кашель, задишка, марення. Кашель спочатку сухий, але дуже швидко стає вологим, з виділенням слизового прозорого мокротиння. Згодом воно стає рідким, пінистим, кров'янистим і зрештою кривавим. Кількість мокротиння варіює від кількох плювків («суха чума») до великої кількості (400—500 мл і більше на добу). Швидко наростає задишка, тахікардія (пульс 120—140 за хв.). З боку легенів у цей період фізикальні дані не відповідають тяжкому стану хворого. Дихання стає жорстким, аускультативно у деяких хворих можна виявити крепітацію або дрібнопухирцеві хрипи.
У період розпалу зростає інтоксикація. Різко порушується свідомість, наростає збудження хворих, виникають марення, галюцинації. Пульс частий, аритмічний. Знижується артеріальний тиск. Виражена задишка (частота дихання 40—60 за хв.) і тахіпное. Обличчя одутле, з ціанозом, з'являються петехіальний висип і масивні крововиливи у шкіру. Виділяється велика кількість кривавого мокротиння. У легенях визначаються ознаки пневмонії — локальне притуплення перкуторного звуку, рясні дрібнопухирцеві вологі хрипи. При рентгенологічному дослідженні виявляють множинні дрібні, що місцями зливаються, вогнища пневмонії. Лобарних уражень при чумі в легенях не спостерігається.
У термінальній стадії у хворих розвивається сопорозний стан внаслідок набряку-набухання головного мозку. Шкіра набуває синюшного забарвлення з крововиливами. Обличчя має землистий відтінок, риси обличчя загострені, очі западають. На обличчі вираз жаху. Дихання поверхневе. Пульс ниткоподібний. Артеріальний тиск падає до критичних цифр. Розвивається прострація, кома. Хворі гинуть на 3—5-у добу від початку хвороби при явищах гострої дихальної недостатності (ГДН) та ІТШ.

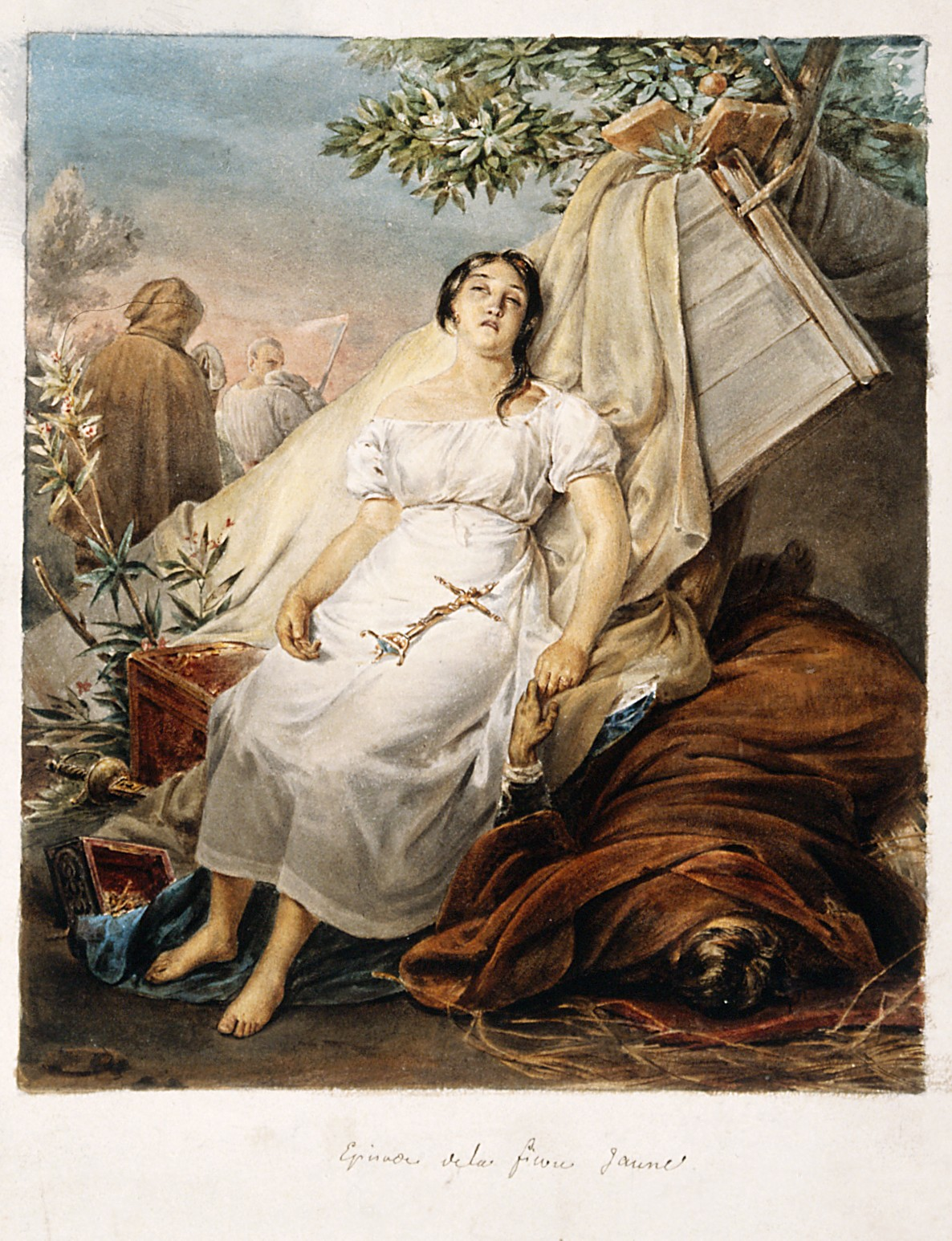
Жінка, яка хвора на чуму, перед смертю тримає за руку померлого від чуми, з іншої її руки випало розп'яття (картина «Чума в Барселоні» Орас Верне, 1822 рік).

### Септична форма
Зустрічається рідко, переважно в осіб старше 60 років. Уже з перших годин хвороби з'являються ознаки ІТШ, який і є причиною смерті хворого. Інкубаційний період триває кілька годин. Розвиток хвороби бурхливий. Початок раптовий, швидко потьмарюється свідомість, з'являються збудження, дезорієнтація, невиразна мова, тремор язика, рук, хитка хода. Обличчя одутле, гіперемоване. Швидко прогресують симптоми хвороби. Бубони не встигають утворитися. Через декілька годин від початку захворювання на фоні надзвичайно тяжкої інтоксикації розвивається геморагічний синдром із масивними крововиливами у шкіру і слизові оболонки. З'являються носові, легеневі, маткові кровотечі, блювання з кров'ю у блювотинні, кров у випорожненнях, макрогематурія. Дуже швидко приєднується пневмонія. Часто розвивається менінгоенцефаліт (у МКХ10 цей варіант — чумний менінгіт). Наростає ІТШ, ГССН і ГДН: тахікардія, ниткоподібний пульс, падіння АТ, задишка, тахіпное. Хворі гинуть протягом 1—4 діб.

### Інші форми
Форма, що виникає при аліментарному зараженні, зустрічається дуже рідко. Її у МКХ-10 відносять до інших форм чуми. Деякі автори схильні розглядати її як варіант септичної форми. Клінічними проявами є ріжучий біль у животі, тенезми, нудота, блювання, кривавий пронос.
У Південно-Східній Азії описують фарінгеальну (глоткову) форму чуми, яку теж відносять до інших форм чуми. Вхідні ворота при цьому — слизова оболонка ротоглотки, утворюються підщелепні бубони. Але там, у природному осередку чуми, описаний навіть й субклінічний перебіг хвороби.
У контактних осіб в епідемічних осередках іноді виявляють фарингеальне (глоткове) бактеріоносійство.

## Ускладнення і прогноз хвороби
Ускладнення чуми залежать від клінічної форми. При бубонній формі чуми можливе приєднання вторинної інфекції з розвитком аденофлегмони, а також вторинна септицемія. Перебіг легеневої форми чуми ускладнюється розвитком геморагічного набряку легень, ГДН, ІТШ. При септичній формі чуми може розвиватися ІТШ, ГССН, набряк-набухання головного мозку, кровотечі.
За відсутності адекватного лікування летальність при бубонній формі чуми коливається у межах 70 %, а при лікуванні — 10—20 %. Летальність при легеневій формі чуми становить навіть при адекватному лікуванні 30—50 %, а за відсутності лікування сягає 100 %, при септичній чумі за відсутності лікування теж досягає 100 %.

## Діагностика
Діагноз чуми ґрунтують на:
- даних епідеміологічного анамнезу;
- клінічних ознаках хвороби;
- результатах лабораторних досліджень.

### Епідеміологічні чинники
- перебування хворого в природному осередку чуми;
- відвідування країн із несприятливою епідеміологічною ситуацією по чумі;
- побутові та професійні передумови можливого інфікування (контакт із хворою людиною чи твариною, споживання м'яса гризунів, верблюда, полювання на гризунів, зняття шкурок тощо).

### Клінічні чинники
- раптовий початок хвороби;
- гіпертермія;
- значний ступінь інтоксикації;
- facies pestica;
- «крейдяний або білий порцеляновий язик»;
- токсична енцефалопатія;
- болючість та нерухомість кінцівки, рідше, шиї, де утворюється щільний, різко болючий, нерухомий бубон із червоно-синюшною шкірою над ним;
- геморагічний синдром;
- швидко прогресуюча геморагічна пневмонія з наявністю пінистого, кров'янистого мокротиння;
- ранній розвиток сопора і коми.

### Лабораторна діагностика

#### Загальнолабораторні дослідження
У клінічному аналізі крові відмічають значний лейкоцитоз зі зсувом формули крові вліво, підвищену ШОЕ.
У сечі — підвищений вміст білка, еритроцити, зернисті та гіалінові циліндри. Розвивається олігурія.

#### Специфічна діагностика
Усі дослідження на чуму проводять у лабораторіях, пристосованих згідно з вимогами ВООЗ для роботи зі збудниками IV групи патогенності (в Україні — це лабораторії особливо небезпечних інфекцій і протичумні станції), робота в яких регламентована спеціальними інструкціями. Узяття матеріалу і направлення його до лабораторії проводять у захисному (протичумному) костюмі відповідно до правил, встановлених для суворо карантинних інфекцій. Задачею специфічної діагностики чуми є якнайшвидше знаходження збудника або його слідів у матеріалі для того, щоб негайно розпочати термінові протиепідемічні заходи і накласти карантин відповідного рівня.
- Методи ранньої діагностики:

- Експрес-діагностика — РІФ (виявлення антигену збудника в матеріалі) — результат отримують через 15 хвилин; ВООЗ рекомендує експрес-аналізи з імпрегнованим субстратом для використання в польових умовах із метою швидкого виявлення у пацієнтів антигенів Y. pestis.
- Бактеріоскопічний — виявлення у мазку овоїдної грамнегативної палички, біполярно зафарбованої, щотдає підставу для попереднього діагнозу чуми. Результат отримують через 1—2 години;

- Методи заключної діагностики:

- Бактеріологічний — матеріал для дослідження визначає клінічна форма (кров, пунктат бубонів, вміст везикул, пустул, виразок, матеріал із ротоглотки, взятий мазком, харкотиння, випорожнення, сеча, блювота, секційний матеріал), проводять посів на елективні поживні середовища та ідентифікацію за:

а) культуральними;
б) біохімічними;
в) фаголізабельними властивостями (чумний бактеріофаг — метод «стікаючої краплі»);
- Біологічний — проводять зараження білих мишей та морських свинок:

внутрішньочеревно — загибель через 3 доби;
підшкірно — загибель через 7 діб;
нашкірно — загибель через 9 діб;
- Методи ретроспективної діагностики:

- Алергічний — шкірно-алергічна проба з пестином (у людей практично не використовують);
- Серологічний — виявлення антитіл у РПГА, РГПГА, РНАг, РНАт, ІФА з моно- чи поліклональними антитілами.

## Лікування
Хворі на чуму підлягають обов'язковій негайній госпіталізації у спеціалізовані стаціонари, які працюють у суворому протиепідемічному режимі.
При підозрі на чуму негайно розпочинають етіотропну терапію без очікування результатів лабораторного підтвердження. Чим раніше розпочата етіотропна терапія, тим кращий прогноз захворювання. Основним препаратом для лікування чуми у дорослих ВООЗ рекомендує стрептоміцин. Його вводять по 1,0 г кожні 12 год внутрішньом'язово (в/м) або внутрішньовенно (в/в) 7—14 днів, або не менше ніж до 5-го дня нормальної температури. Добову дозу в 2,0 г перевищувати не рекомендують. За відсутності значної ниркової недостатності можливе застосування гентаміцину — з розрахунку добової дози по 2 мг/кг маси тіла, яку розділяють на 3 рівні частини та вводять кожні 8 год в/в протягом 10 днів. За неможливості застосування аміноглікозидів через їхню непереносність або за наявності тяжкої ниркової недостатності застосовують доксициклін по 0,1 г 2 рази на добу в/в або перорально (per os), протягом 10 днів. При резистентності збудника чуми до стрептоміцину і доксицикліну призначають левоміцетину сукцинат по 0,5-1 г кожні 6 год (особливо при чумному менінгіті).
Об'єм патогенетичної терапії зумовлює клінічна форма і ступень тяжкості хвороби. При розвитку ІТШ лікування проводять за сучасними рекомендаціями, що прийняті для лікування цього стану. Обов'язковою є дезінтоксикаційна терапія. Внутрішньовенно вводять реополіглюкін, 5 % розчин глюкози, сольові розчини, діуретики, при необхідності глюкокортикостероїди. Необхідна корекція серцево-судинної діяльності, респіраторна підтримка, суворий контроль за водним балансом. Для боротьби з токсикозом в останні роки застосовують плазмаферез.
Виписування реконвалесцентів проводять після повного клінічного одужання і триразового негативного результату бактеріологічного обстеження (мазків із ротоглотки, мокротиння), але не раніше 4 тижнів із моменту клінічного одужання при бубонній формі і 6 тижнів — при легеневій формі.

## Профілактика

### Загальні заходи в осередку
Необхідно запобігти захворюванню людей в ензоотичних осередках і завезенню чуми з-за кордону. Цю роботу здійснюють працівники різних протичумних закладів. Для негайного захисту в умовах спалаху захворювання ВООЗ вакцини не рекомендує. Вакцинацію застосовують тільки як профілактичний захід для груп підвищеного ризику (наприклад, для співробітників лабораторій, які постійно піддаються ризику зараження). При виникненні чуми серед населення здійснюють протиепідемічні заходи, спрямовані на локалізацію і ліквідацію епідемічного осередку. Вони включають:
- виявлення хворих і госпіталізацію їх у спеціальні палати-бокси з особливою вентиляцією та суворим протиепідемічним режимом;
- встановлення територіального карантину на рівні держави при випадках легеневої чуми та звичайного карантину при інших формах без легеневих уражень; виявлення та ізоляцію усіх осіб, які були в контакті з хворими (їх ізолюють в провізорні медичні установи на 6 діб і проводять екстрену профілактику антибіотиками — ципрофлоксацином по 0,4 г двічі на добу або доксицикліном по 0,1 г 2 рази на добу усередину протягом 6 днів); проведення подвірних обходів для виявлення хворих із гарячкою та їх госпіталізації в провізорні відділення;
- заключну дезінфекцію в осередку чуми деззасобами та з допомогою парових і пароформалінових камер, а також дезінсекцію і дератизацію на території населеного пункту та навколо нього.

Персонал працює в костюмах захисту для роботи зі збудниками IV категорії (протичумних костюмах). В ензоотичних осередках чуми велике значення має санітарно-освітня робота.

### Специфічна профілактика
Проводять живою атенуйованою вакциною (штам EV, вводиться внутрішньошкірно, підшкірно, нашкірно) та пероральною таблетованою вакциною. Імунітет після вакцинації нетривалий. Нині вона передбачена для вакцинації тих осіб, що мають безпосередній високий ризик зараження на чуму. Існуючі вакцини (в тому числі субодиничні з убитих збудників) проти чуми не здатні захистити проти розвитку легеневої форми. У США живу вакцину зняли з виробництва.
Ведуться перспективні генно-інженерні експерименти зі створення вакцини, заснованої на антифагоцитарних антигенах чумної палички — F1 і VW, але вакцинація, заснована на цих антигенах, поки що теж не дає достатньо повного захисту і спричинює побічні впливи.

## Використання чумного збудника як біологічної зброї
Першими, мабуть, використали чумного збудника, самі того не знаючи, татари при облозі Кафи у 1346 р., коли вони закидали в середину фортеці трупи померлих від чуми рабів.
У 1936 р. в Індії дві людини були спочатку засуджені до страти через повішення, а згодом апеляційним судом внаслідок юридичних вивертів помилувані до безстрокової каторги. Один — марнотрат і мот, організатор всього, інший, який допомагав йому безпосередньо у злочині, лікар. Звинувачувалися вони в тому, що вбили 20-річного хлопця, який організатору злочину доводився рідним братом. Річ у тому, що головний злочинець не захотів поділитися зі своїм братом спадком. І вмовив лікаря, що мав ґрунтовні поняття в бактеріології, здійснити план — заразити жертву чумним мікроорганізмом. З шостої спроби цей лікар дістав культуру збудника чуми у відомому інституті Хавкіна у Бомбеї. А після під час проводів на вокзалі, під час гармидеру у натовпі ввів у руку нещасного уколом збудника. На 4-й день після уколу брат захворів, а на 7-у добу помер. У перерві між цими подіями у жертви взяли кров у зв'язку з підозрою на інфекційний характер ураження. Хворий помер, труп не без впливу брата і в повній згоді з індуїстськими традиціями піддали кремації. Але після кремації прийшов позитивний результат посіву крові — у хворого був виявлений чумний збудник. Проведене слідство довело змову двох обвинувачених.
Спроби використати збудника для ведення бактеріологічної війни робились під час Другої світової війни. Найбільш відомим дослідницьким загоном у цьому напрямі був японський підрозділ «Загін 731», очолюваний з 1937 по 1941 р. начальником управління біологічної зброї Квантунської армії, військовим мікробіологом, генерал-лейтенантом Ішії Сіро. Загін дислокувався на території Маньчжурії, окупованої Японією. У самому розпалі своєї діяльності персонал підрозділу налічував близько 3 тис. людей і розташовувався в 150 будівлях. Було проведено, принаймні, п'ять операцій, в кожній з яких брало участь від 300 до 500 осіб. За деякими оцінками, протягом 13 років біологічних військових досліджень в Маньчжурії та Китаї загинуло близько 10 тис. піддослідних. Результатом цієї діяльності стало створення до початку 1940-х років списку інфекційних хвороб, придатних для ведення біологічної війни. Японці провели також десятки польових експериментів у Маньчжурії й Китаї, у яких здійснювалося зараження водних і харчових запасів, повітряне обприскування і застосування невеликих бомб, що містили бліх зі збудниками чуми. Наприклад, в 1940 році, японські бомбардувальники провадили бомбардування Нінбо блохами, зараженими чумними збудниками. Спалахи інфекцій чуми, холери та тифу відбулися у результаті проведених досліджень.
Групою був розроблений штам чуми, що в 60 разів перевершував за вірулентністю природний штам Y. pestis, свого роду абсолютно ефективна зброя масового ураження з природним розповсюдженням. Для скидання і розпилення інфікованих носіїв були розроблені різні авіабомби та снаряди, наприклад, бомби для зараження поверхні землі, бомби з розпорошенням аерозолю і снаряди осколкової дії, що Уражають тканини людини. Популярність мали керамічні бомби, що враховували особливості застосування живих організмів — бліх і необхідність підтримки їхньої активності та життєздатності в умовах скидання, для чого створювалися спеціальні умови життєзабезпечення (зокрема, закачувався кисень).
І після цієї війни йшли дослідження. Так, деякі фахівці пов'язують спалах у 1966 р. у Південному В'єтнамі серйозної епідемії чуми з перекиданням туди з США лабораторії інституту, що займався методами ведення біологічної війни. У СРСР цим займався дослідницький полігон на острові Відродження в Аральському морі.
Е. Рубінштейн:
«Так, за приблизними підрахунками, в 67 країнах зосереджено 453 колекції різних бактеріальних штамів, що належать різним організаціям, 54 з яких займаються торгівлею збудником сибірки, 18 — чуми»

## Чума у світовій культурі
- В Україні розповідали таку байку:

«Йшла одного разу чума по степовій дорозі прикинувшись жінкою. І зустрівся їй сам Господь Бог.

„Куди йдеш, проклята?“ — запитав Господь.
Чума назвала йому ближнє місто.
„Тільки багато не вбивай там людей“ — сказав Господь. — „Така моя воля!“.
І чума присягнулася, що вб'є тільки 100 осіб. І пішли вони кожен своєю дорогою.
Аж раптом дізнається Господь — не сто осіб загинуло, а набагато більше.
Розгнівався Господь і викликав чуму до себе: „Як ти посміла мене обдурити?“.

А чума і відповіла: „Я своє слово дотримала. Хто понад сотні помер, то загинув не від хвороби, а від страху…“
- Сонник:

„Якщо вам насниться епідемія чуми — значить, у вашій роботі станеться прикрий збій, а ваша дружина (або кохана) змусить вас тягнути жалюгідне існування.
Якщо ви самі уражені чумою у сні — значить, ви зумієте, вміло маневруючи, розплутати свої справи.
Якщо ви у сні намагаєтеся уникнути захворювання — значить, якісь прикрощі, що здаються непереборними, будуть переслідувати вас“
- Словник слов'янської міфології:

 Підходячи до міста чи села, чума точить свої стріли, і кому доведеться вийти в ту пору в поле — у того і стріляє, а згодом вже входить у село чи місто. Від того перші, хто захворює на страшну недугу, бувають приїжджі або мандрівники. Як і відьми Чума може обертатися кішкою, конем, коровою, птахом і, навіть, клубком пряжі.

Де чума появиться — там починають вити собаки, туди прилітає ворона чи пугач, і, сідаючи на покрівлю, криком своїм віщують біду. Запевняють, що під час розпалу чуми півні хрипнуть і замовкають, а собаки втрачають здатність гавкати, а тільки бурчать і з вереском кидаються на жахливу гостю.
За народним повір'ям, собака обдарована неймовірно тонким чуттям і гострим зором; вона дізнається присутність нечистих духів, чує наближення Чуми і Смерті й кидається на них, як вірний страж господаря будинку і його сім'ї. Коли собака виє — це вважається знаком, що вона бачить Смерть. Звідси виникли погляди, що Чума боїться собак, що у півнів вона відбирає голос і вириває хвости і що там, де володарює нечиста сила, смерть і зараза, вже не лунає ані півнячий крик, ані собачий гавкіт.

Згідно з цим заговори відсилають сестер-лихоманок та інші хвороби у ті пустельні країни, де не чується ані співу півнів, ані гавкання собак, ані церковного дзвону, тобто „власне до царства хмар, заціпенілих від холодного дихання зими“. Розповідають також, що Чума не любить кішок і при слушній нагоді вбиває їх. Нібито в давній час кішка була старшою сестрою Чуми і часто била її; тепер же, при появі моровиці, кішки ховаються від неї у печах»
- Існувала у місцевого населення Манчжурії така легенда:

«Мовляв, був тарбаган спочатку людиною — спритним стрільцем, який за свою зухвалість перед богом був перетворений на звірка. Йдучи в нору, він взяв із собою свою стрілу, якою тепер вбиває нахабних порушників свого спокою»
- В японському синтоїстському пантеоні бог чуми — Якубьоґамі. Існує повір'я, що не можна вимовляти його ім'я у переповненій кімнаті, щоб не накликати біди.

Детальніші відомості з цієї теми ви можете знайти в статті Чорна смерть.